# Petr Smíšek
Petr Smíšek (* 22. Januar 1978 in Plzeň) ist ein ehemaliger tschechischer Fußballspieler.
Smíšek spielte in den Jugendmannschaften der Fußballvereine aus Blatná und Milín. Nach diversen Stationen bei tschechischen Vereinen in der Gambrinus Liga kam er zur Saison 2009/10 zum deutschen Drittligisten FC Rot-Weiß Erfurt. Im Oktober 2011 wechselte er dann zum 1. FC Zandt in die Bezirksliga Süd. Zudem absolvierte er 4 Juniorenländerspiele für Tschechien.